# Berngau
Berngau er en kommune i Landkreis Neumarkt in der Oberpfalz i Oberpfalz i den tyske delstat Bayern. Den er en del af Verwaltungsgemeinschaft Neumarkt in der Oberpfalz.

## Geografi

### Inddeling
I kommunen er der otte landsbyer og bebyggelser:
| - Berngau - Allershofen - Dippenricht - Mittelricht | - Neuricht - Röckersbühl - Tyrolsberg - Wolfsricht |

## Historie
Berngau er nævnt første gang i 1142. Området var fra det 12. århundrede centrum for et såkaldt kejserligt Hofmark, der fra 1280 var i slægten Wittelsbachs besiddelse. Berngau hørte til Rentenamt Amberg og var en del af Kurfyrstedømmet Bayern. Den nuværende kommune blev oprettet i 1818 og ved områdereformen i 1972 kom fra den tidligere kommune Röckersbühl, landsbyerne Mittelricht, Wolfsricht, Neuricht og Dippenricht ind kunder Berngau, som også indlemmede Allershofen.
Tyrolsberg blev også flyttet fra Woffenbach og kom under Berngau.